# Trésor artistique de Munich

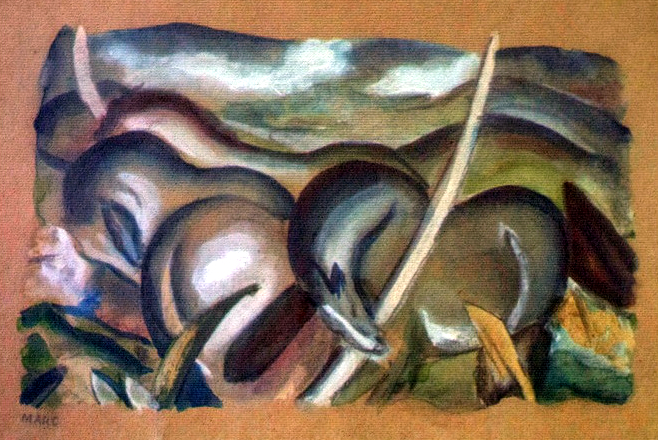
Franz Marc, Chevaux dans le paysage, gouache sur papier retrouvée chez Cornelius Gurlitt.

Le Trésor artistique de Munich (en allemand : Kunstfund in München), découvert dans cette ville le 28 février 2012, est constitué de 1 406 œuvres d'art détenues par Cornelius Gurlitt (1932-2014), fils du collectionneur Hildebrand Gurlitt (1895-1956). 121 œuvres encadrées et 1 285 œuvres non encadrées ont été retrouvées le 28 février 2012 dans l'appartement de Cornelius Gurlitt.
Une partie des œuvres était réputée perdue depuis 1945, d'autres étaient inconnues des spécialistes de l'art. La découverte a été portée à l'attention du public par un article du magazine allemand Focus au mois de novembre 2013.
Outre que 300 œuvres de cette collection auraient fait partie de l'exposition nazie Art dégénéré, cet ensemble est selon une déclaration du 5 novembre 2013 du procureur du parquet d'Augsbourg, constitué d'œuvres variées remontant au XIXe siècle voire au XVIe siècle : l'expertise en a été confiée à l'historienne allemande Meike Hoffmann (de).

## Découverte et saisie
Les œuvres sont localisées par les services des douanes allemandes dans un appartement privé de Schwabing, un quartier de Munich, dans le cadre d'une investigation sur une éventuelle fraude fiscale. La perquisition a lieu du 28 février au 2 mars 2012 et les œuvres sont saisies. La découverte n'est pas annoncée au public et les œuvres sont transportées dans un dépôt près de Munich où elles sont soumises à un début d'expertise.
Cependant, pour l'historien de l'art autrichien Alfred Weidinger (de), cette découverte n'est pas une surprise, l'existence de cette collection étant connue des spécialistes du marché de l'art du sud de l'Allemagne.

## Œuvres découvertes
Le procureur d'Augsbourg déclare en conférence de presse, le 5 novembre 2013, que la collection ne consiste pas qu'en des œuvres associées à l'« Art dégénéré » ou d'œuvres des Modernes (klassische Moderne), mais qu'on y trouve aussi par exemple des œuvres d'Albrecht Dürer ou Canaletto, et que d'autres œuvres ont été ajoutées à la collection après 1945.

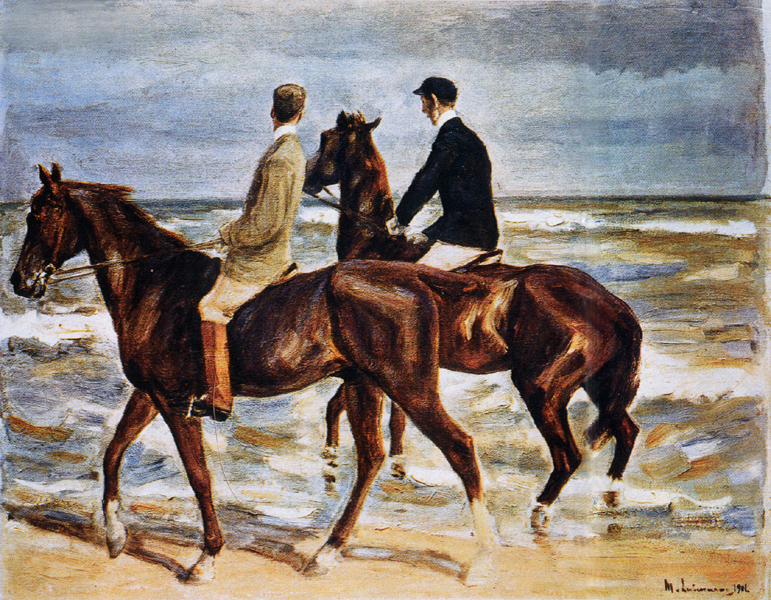
Deux cavaliers sur la plage, Max Liebermann.

Lors de la conférence, l'historienne de l'art Meike Hoffmann (de), chargée de l'expertise et de l'évaluation de la collection, présente parmi les œuvres découvertes des tableaux de Carl Spitzweg, Ernst Ludwig Kirchner, Franz Marc, Gustave Courbet ou Marc Chagall ; la liste des objets découverts comprend aussi des œuvres d'artistes majeurs tels que Max Beckmann, Otto Dix, Karl Hofer, Oskar Kokoschka, Max Liebermann, August Macke, Emil Nolde, Pablo Picasso, Henri de Toulouse-Lautrec, Pierre-Auguste Renoir, Christian Rohlfs, Karl Schmidt-Rottluff.
Meike Hoffmann (de) souligne que sa mission est d'identifier les œuvres et leur provenance, que beaucoup d'œuvres pourraient ne pas pouvoir être identifiées, et que l'avancement des expertises concerne 500 œuvres (en 2013).
Il est précisé lors de la conférence que, dans l'appartement de Cornelius Gurlitt, les œuvres encadrées étaient rangées sur des étagères, et que les œuvres non encadrées étaient dans des tiroirs : « Une étagère, une armoire, voilà. ». Interrogé sur le montant en milliard d'euros de la collection découverte, le procureur fédéral déclare que son administration n'est pas habilitée à fournir une estimation. En novembre 2013, le procureur d'Augsburg annonce la publication officielle de 590 œuvres pouvant être issues de la spoliation de biens sous le national-socialisme.

### Premières œuvres présentées au public
Lors de la conférence de presse du 5 novembre 2013, le procureur du parquet présente onze œuvres au public, :
- une eau-forte de Canaletto représentant Padoue, sans indication de provenance ;
- une esquisse de Carl Spitzweg du tableau Musizierendes Paar. Hildebrand Gurlitt l'a acheté début janvier 1940 pour 300 marks à l'éditeur de musique Henri Hinrichsen (de), peu avant son exil à Bruxelles. Les héritiers envisagent une demande de restitution[13] ;
- une xylographie coloriée à la main par Ernst Ludwig Kirchner, Melancholisches Mädchen ;
- un tableau[Lequel ?] de Max Beckmann ;
- une gouache[1] de Franz Marc : Pferde in Landschaft ;
- un tableau de Gustave Courbet : Jeune fille à la chèvre. On sait que ce tableau a été vendu aux enchères en 1949 ;
- une gouache de Marc Chagall : Scène allégorique ;
- Femme assise dans un fauteuil, par Henri Matisse. Ce tableau a été saisi en 1942 par le Einsatzstab Reichsleiter Rosenberg dans le coffre du marchand d'art Paul Rosenberg à Libourne. Sa petite fille, Anne Sinclair, en a demandé la restitution[14],[15]. Le tableau a été restitué en mai 2015[16] ;
- un tableau de Max Liebermann : Deux cavaliers sur la plage ((de)Zwei Reiter am Strand) ;
- une lithographie, portrait d'une femme, par Otto Dix ;
- un autoportrait par Otto Dix.

### Deuxième présentation d'œuvres au public (2014)
- Claude Monet, Paysage de soirée
- Edgar Degas, Femme nue entrant dans son bain
- Auguste Rodin, Deux femmes
- Eugène Delacroix, Deux chevaux et un cavalier
- Jean-Baptiste Corot, Paysage avec arbre en premier plan
- Honoré Daumier, Histoire ancienne III : Achille sous sa tente[17]

## Origine des œuvres
Le magazine Der Spiegel rapporte que selon le délégué du gouvernement fédéral pour la Culture et les Médias, le ministre fédéral Bernd Neumann (de), en dehors des œuvres saisies qui ne peuvent clairement pas être associées à ce que le national-socialisme qualifiait d'« Art dégénéré » ou qui ne relèvent pas des œuvres pillées sous le national-socialisme, 970 œuvres sont à expertiser : 380 d'entre elles pourraient être associées au prétendu Art dégénéré, il reste à déterminer pour 590 d'entre elles si elles ont été acquises ou confisquées illégalement,. Le total s'établit finalement à 1 406 œuvres.
Les avocats de Cornelius Gurlitt déclarent en février 2014 que les œuvres saisies doivent être restituées à leur client, et que le soupçon d'art confisqué ne concerne qu'une partie des œuvres qu'il détient.
En outre, 238 autres tableaux de maître ont été découverts, cette fois en Autriche, dans la petite maison que Gurlitt possède à Salzbourg.

## Devenir de la collection
En avril 2014, le quotidien Frankfurter Allgemeine Zeitung annonce qu'un accord a été conclu entre Gurlitt et le gouvernement allemand : la recherche des œuvres pouvant avoir été pillées se poursuit en vue d'une restitution effective aux ayants droit, les œuvres saisies non mises en cause devant être rendues à Cornelius Gurlitt dans un délai d'un an.
Au lendemain de la mort de Gurlitt (6 mai 2014), le musée des beaux-arts de Berne est désigné comme son légataire universel, ce qui laisse présager des difficultés d'ordre juridique tant auprès du gouvernement allemand que vis-à-vis des ayants droit. La question restait, s'il était moralement et pratiquement possible pour le Kunstmuseum de Berne d'assumer l'héritage de la collection Gurlitt, alourdie par des cas de restitution d'art spolié par les nazis et des cessions d'art dégénéré. Quelques mois après le Kunstmuseum Bern s'est engagé à respecter des normes élevées en matière de diligence, et il avait effectué des recherches exhaustives sur la provenance et il avait appliqué, comme en Allemagne, le concept de biens culturels saisis à la suite des persécutions nazies, c'est-à-dire qu'il a traité de la même manière les « biens spoliés » et les biens dits « en fuite ».
Cependant, depuis la Déclaration de Washington du 3 décembre 1998, les conventions internationales disposent que toute œuvre d'art qui s'avère pillée, spoliée ou volée entre 1933 et 1945 reste inaliénable aux propriétaires et à leurs héritiers, ce principe ne souffrant aucune prescription.